# Roewe RX5
La Roewe RX5 è un'autovettura prodotto dalla casa automobilistica cinese Roewe a partire dal 2016. 

## Descrizione

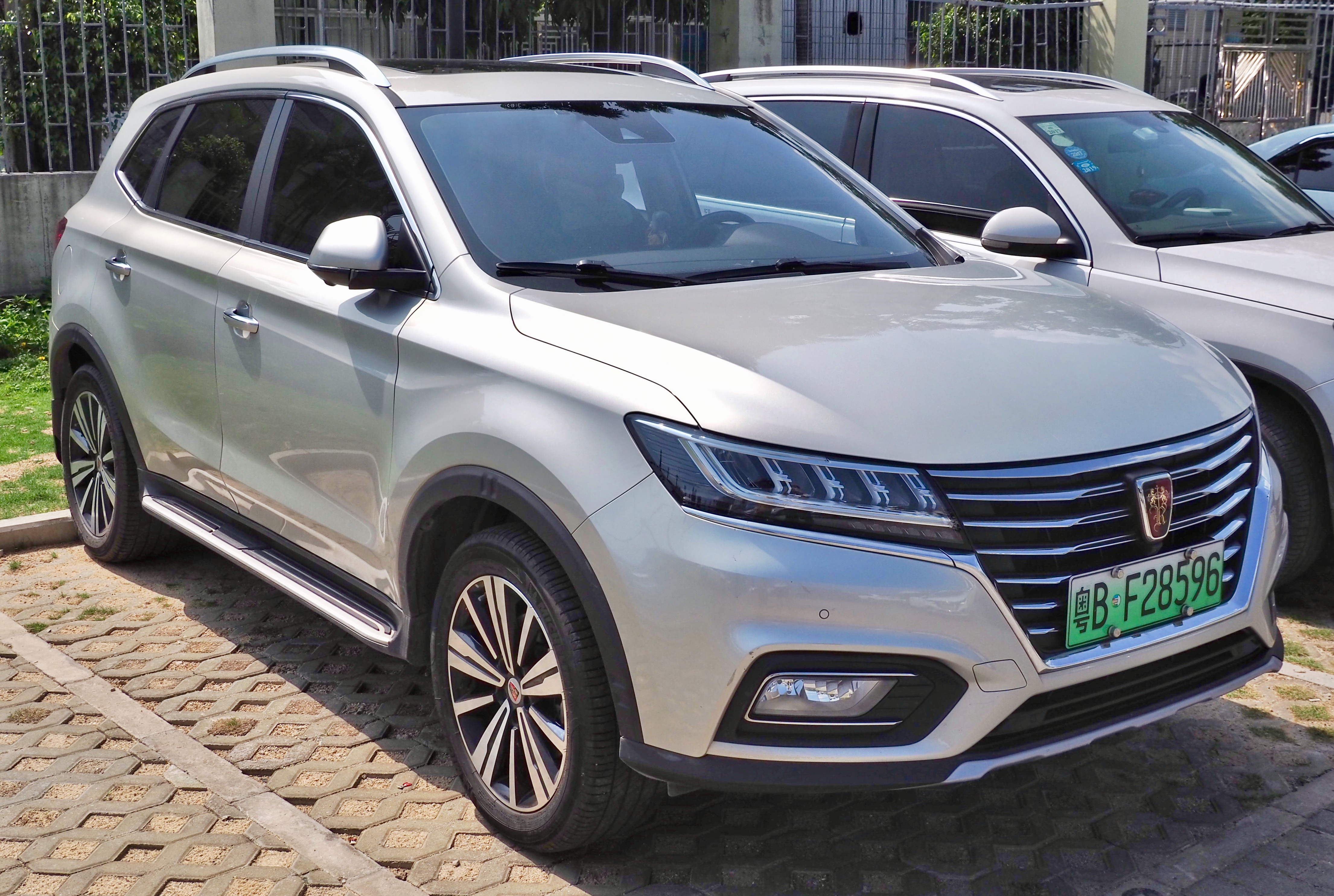
Roewe eRX5

L'auto è stata sviluppata dalla SAIC (detentore del marchio Roewe) e da Alibaba Group. Il veicolo è stato definito come tra le prime "internet car": infatti la vettura è dotata di un proprio sistema operativo sviluppato da Alibaba che è in grado di interagire e interfacciarsi con il guidatore e gli altri occupati nonché con le infrastrutture stradali.
La vettura è stata presentata ad 2016 al salone di Pechino; la versione definitiva è stata presentata a giugno e le consegne sono iniziate, per il mercato cinese, nell'agosto 2016. L'RX5 viene venduta anche con il marchio MG, anche se solo con propulsori a benzina. Il 2,0 litri turbo è abbinato alla sola trazione integrale. È stato lanciato sul mercato mediorientale e nelle Filippine a febbraio 2018. È anche venduto in Cambogia e in Sud America.
La RX5 è disponibile in tre diversi tipi di propulsione, tra cui la RX5 con motore termico, la eRX5 alimentata da un sistema ibrido plug-in e la ERX5 completamente elettrica. Le differenze stilistiche tra le versioni sono principalmente nel frontale, con le eRX5 e ERX5 dotate di una mascherina anteriore più grande e targhe montate sulla griglia.

## Motorizzazioni
| Modello     | Trasmissione         | Disposizione cilindri | Cilindrata | Potenza       | Coppia                      | Velocità massima |
| ----------- | -------------------- | --------------------- | ---------- | ------------- | --------------------------- | ---------------- |
| SGE 1.5 TGI | Manuale a 6 velocità | 4 in linea            | 1 468 cc   | 124 kW/169 CV | 250 Nm a 1700-4400 giri/min | 190 km/h         |
| SGE 1.5 TGI | DCT a 7 velocità     | 4 in linea            | 1 490 cc   | 124 kW/169 CV | 250 Nm a 1700-4400 giri/min | 190 km/h         |
| NLE 2.0 TGI | DCT a 6 velocità     | 4 in linea            | 1 995 cc   | 162 kW/220 CV | 350 Nm a 2500–4000 giri/min | 208 km/h         |